# وان دایرکشن: جایی که ما هستیم – فیلم کنسرت
وان دایرکشن: جایی که ما هستیم - فیلم کنسرت (انگلیسی: One Direction: Where We Are – The Concert Film) یک فیلم در ژانر مستند است که در سال ۲۰۱۴ منتشر شد.